# Wołodymyr Murawlow
Wołodymyr Murawlow (ukr. Володимир Муравльов, ur. 25 kwietnia 1975 w Krasnym Łymanie) – ukraiński trójboista siłowy i strongman.

## Życiorys
Wołodymyr Murawlow był Mistrzem Świata w Trójboju Siłowym.
Wziął udział w Mistrzostwach Świata IFSA Strongman 2007, jednak nie zakwalifikował się do finału.
Mieszka w mieście Mariupol.
Wymiary:
- wzrost 184 cm
- waga 134 kg
- biceps 52 cm
- klatka piersiowa 140 cm
- udo 80 cm

## Osiągnięcia strongman
- 2007
  - 3. miejsce - Mistrzostwa Ukrainy Strongman
  - 1. miejsce - Drużynowe Mistrzostwa Świata Strongman 2007
- 2008
  - 4. miejsce - Mistrzostwa Ukrainy Strongman
  - 3. miejsce - Drużynowe Mistrzostwa Świata Strongman 2008
- 2009
  - 6. miejsce - Mistrzostwa Ukrainy Strongman
  - 9. miejsce - The Globe's Strongest Man, Grand Prix Moskwy[2]